# Den stora svälten (1315–1317)

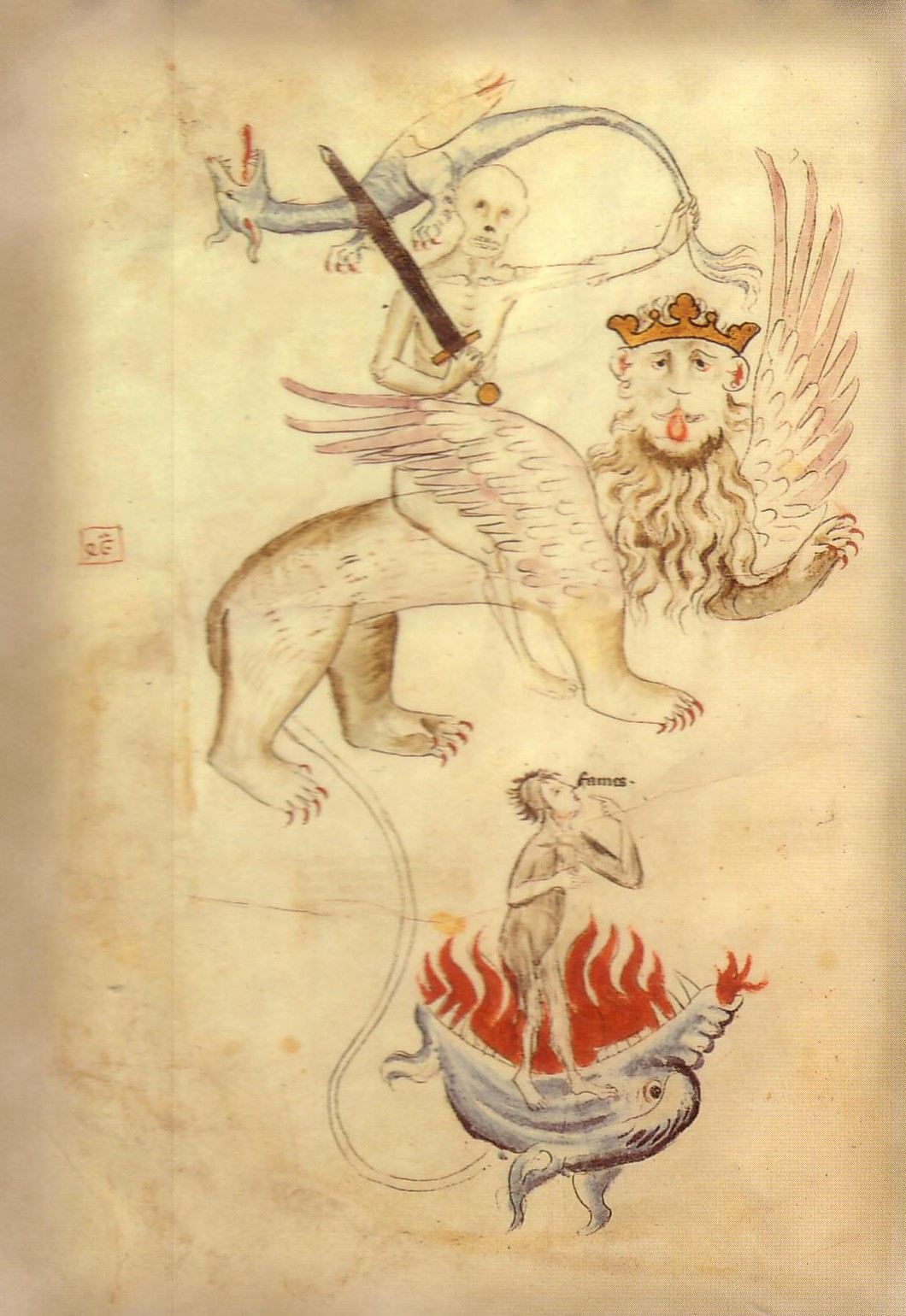
Från Apokalypsen (Johannes uppenbarelse) i en version av Biblia Pauperum. Målad i Erfurt i tiden kring den stora svälten. Döden ("Mors") sitter på ett lejon där lejonets långa svans slutar i ett eldhav (helvetet). Svält ("Fames") pekar på den svultna munnen.

Den stora svälten i 1315-1317 var den första av en serie kriser som drabbade Europa på 1300-talet. Svälten ledde, tillsammans med andra kriser, till att miljoner människor dog, och markerar slutet på en period (1100-talet och 1200-talet) som hade präglats av befolkningstillväxt och framsteg. Svälten började med dåligt väder våren 1315 och skördarna slog fel flera gånger fram till 1317. Europa hämtade sig inte förrän 1322. Perioden präglades av hög kriminalitet, sjukdom och dödsfall i stor skala, barnamord och kannibalism. Perioden fick konsekvenser för kyrkan, staten, det europeiska samhället och katastrofer som skulle komma senare på 1300-talet.
Den stora svälten var lokaliserad till Nordeuropa, från Ryssland i öst till Irland i väst, från Alperna och Pyrenéerna i söder till Skandinavien i norr.

## Historik

### Bakgrund
Hungersnöd i europeisk medeltid ledde till att folk dog av svält i massiv skala. Svält och hungersnöd var ett vanligt fenomen i Europa på medeltiden. En serie lokala missväxter drabbade Frankrike på 1300-talet: 1304, 1305, 1310, 1315-1317 (den stora svälten), 1330-1334, 1349-1351, 1358-1360, 1371, 1374-75 och 1390. I England, som var det mest välmående kungadömet som drabbades av den stora svälten, var det svältkatastrofer bland annat 1315-1317, 1321, 1351 och 1369. För de flesta människor fanns det vanligtvis aldrig tillräckligt med mat och livet var en relativt kort och brutal överlevnadskamp; få blev äldre än 30-40 år. Enligt officiella källor i den brittiska kungafamiljen var genomsnittsåldern för de mest välbärgade i samhället 35,28 år 1276. Mellan 1301 och 1325, under den stora svälten, var genomsnittsåldern 29,84 år, medan den under digerdöden (1348-1375) var 17,33 år.
Det medeltida samhället var agrart och även om Europa, mellan åren 1000 och 1300, hade upplevt en omfattande utveckling inom handel, kultur, industri och stadsutveckling, var kontinenten beroende av goda skördar. Vid början av 1300-talet fanns det en omfattande produktion av mat, men handeln hade ännu inte nått den punkt där stora mängder bröd kunde importeras från Afrika och Syditalien till Nordeuropa. Samtidigt fanns det tecken på att befolkningstätheten hade nått den övre gränsen för vad jorden kunde producera.
De stora städerna som hade vuxit fram under högmedeltiden hade ännu inte utvecklat sätt att lagra stora matdepåer och var särskilt beroende av landsbygdens produktion av föda. Därför var städerna särskilt sårbara i missväxtår, då matproduktionen inte nådde upp till behovet.
Under den varma perioden i medeltiden (perioden före 1350) hade befolkningstätheten i Europa exploderat och nått höjder vissa orter inte skulle överstiga igen förrän på 1800-talet (delar av Frankrike är fortfarande idag mindre folktäta än de var i början av 1300-talet). Däremot hade utdelningen för vete (antal vetekorn man kunde äta för varje sått korn) fallit sedan 1280, något som hade lett till att matpriserna ökade. I goda år kunde utdelningen vara 7:1, medan det under missväxtår kunde falla till 2:1, dvs. att för varje utsädeskorn som blev planterat skördades endast två korn, ett för nästa års utsådd och ett för att ätas. Som jämförelse har dagens jordbruk en utdelning motsvarande 200:1.
Under den varma perioden i medeltiden sammanföll en katastrofalt dålig väderperiod med början av den stora svälten. Mellan 1310 och 1330 drabbades Nordeuropa av en av de värsta och mest ihållande väderperioderna under hela medeltiden, präglad av stränga vintrar och regniga kalla somrar.
Klimatförändringar, den dåliga krishanteringen hos medeltidsstaterna, kombinerat med en hög befolkningstäthet, ledde till att Europa var särskilt sårbart for kriser.

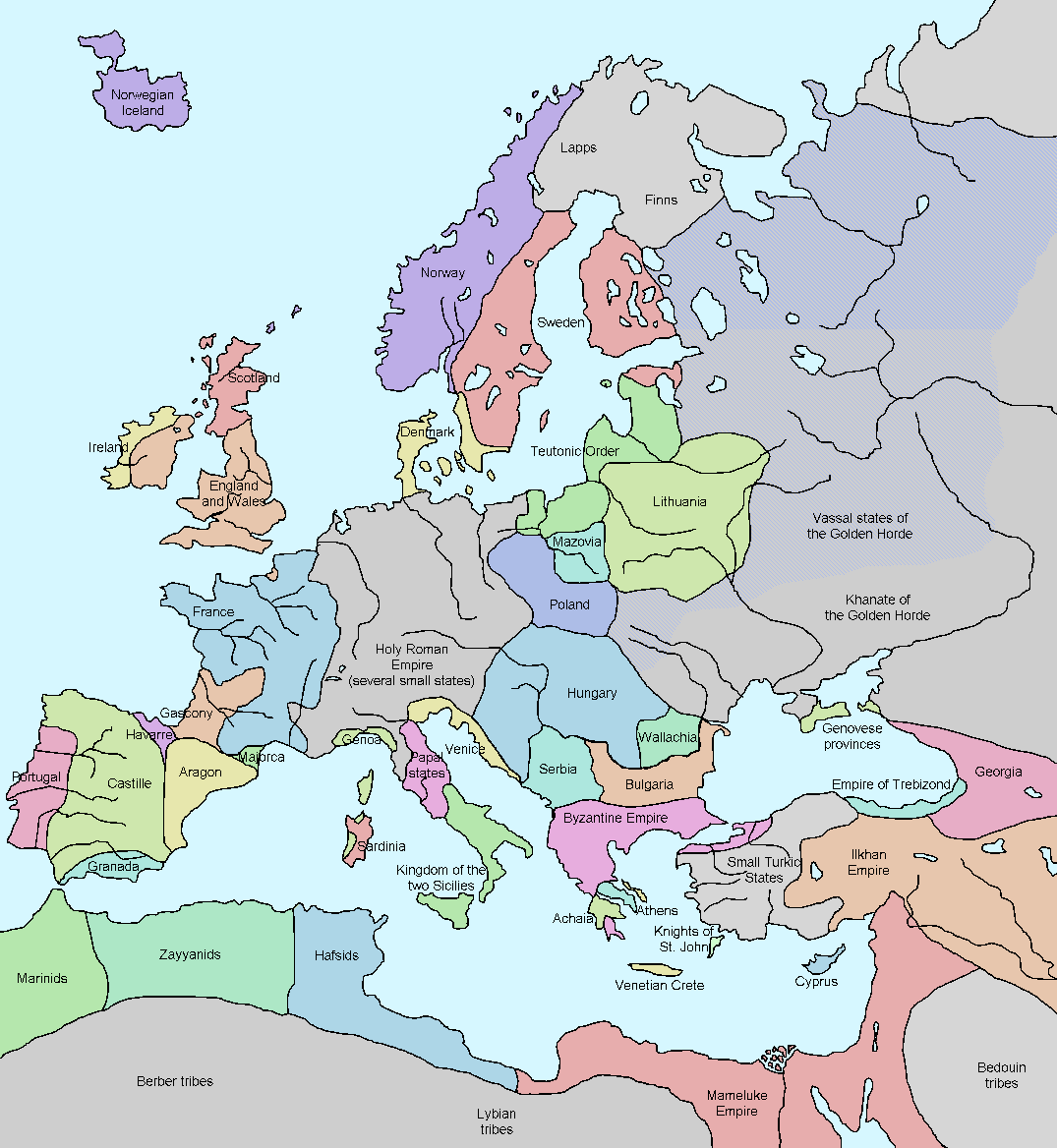
Europas politiska sammansättning 1328

### Den stora svälten
Våren 1315 drabbades Europa av ovanligt mycket regn. Under hela våren och sommaren fortsatte regnet och temperaturen var låg. Under dessa förhållanden kunde inte säden mogna. Kornet fördes därför inomhus och lagrades i urnor och pottor. Därmed kunde man inte lagra gräs och hö till djuren, vilket ledde till foderbrist för boskapen. Matpriserna steg på grund av den dåliga skörden. I England blev maten som sålts för 20 shilling på våren såld för 40 shilling i juni. Salt, det enda medlet att konservera och lagra kött med, var svårt att få tag på, eftersom det inte kunde avdunstas i det våta vädret. I Lorraine steg brödpriserna med 320 procent, något som bönderna inte längre kunde betala. Kornlager för långvariga kriser hade endast adeln tillgång till. På grund av den allmänt höga folktätheten betydde skördar så långt under genomsnittet att några måste svälta, det fanns med andra ord liten marginal för att avvärja hungerkatastrofer. Folk fick äta rötter, plantor, blad, nötter och bark som hämtats från skogen.
Det finns flera dokumenterade händelser som visar svältens omfattning. Edvard II, kungen av England, stannade vid Saint Albans den 10 augusti 1315, där bröd gick inte att hitta, varken för honom eller hans följe. Det var en särskilt ovanlig situation att kungen av England, den då mest välmående nationen i Europa, inte kunde äta. Frankrike, under Ludvig X, försökte invadera Flandern, men området är låglänt och slätterna var så genomdränkta att hären tvingades dra sig tillbaka och bränna provianten där de var, för de orkade inte bära den med sig.
En någorlunda samtida engelsk dikt om svälten:
When God saw that the world was so over proud, He sent a dearth on earth og made it full hard. A bushel of wheat was at four shillings or more, Of which men might have had a quarter before.... andthen they turned pale who had laughed so loud and they became all docile who before were so proud. A man's heart might bleed for to hear the cry Of poor men who called out, "Alas! For hunger I die ...!" 
—Poem on the Evil Times of Edward II, om lag 1321 (dikt från en okänd källa)
Regnet fortsatte genom våren 1316 att ösa ner över en europeisk befolkning som var utmattad och utan resurser att försörja sig. Alla socialgrupper, såväl adelsmän som tiggare, blev drabbade; mest av allt bönderna, som utgjorde 95% av befolkningen. För att över huvud taget skaffa sig något att äta slaktade man avelsdjuren och åt upp utsädet. Vid några tillfällen blev barn övergivna och fick klara sig själva (jämför sagan Hans och Greta), och äldre människor avstod frivilligt från att äta i hoppet om att den yngre generationen skulle överleva. Krönikor från denna tid vittnar om flera incidenter av kannibalism.
Svälten nådde sin höjdpunkt 1317, då det dåliga vädret bara fortsatte. Sommaren det året återgick äntligen vädret till sitt normala mönster. Ändå var befolkningen vid det här laget försvagade och insjuknade i lunginflammation, bronkit, tuberkulos och andra farsoter. Mycket av utsädet hade ätits, så tillgången till mat kom inte upp till normalnivå förrän 1325, något som ledde till att befolkningstillväxten ökade igen. Det är uppskattat att cirka 10-15% av befolkningen i städer och landsbygd omkom. Även om digerdöden 20-50 år senare tog livet av flera, var den stora svälten värre för många. Medan digerdöden drog igenom ett område på relativt kort tid, dröjde svälten kvar i åratal och förlängde lidandet så pass att man till slut tog till kannibalism och barnamord.

### Konsekvenser
Svälten kallas «den stora svälten» av flera orsaker. Inte bara på grund av antalet dödsfall, det stora geografiska området som omfattades, eller längden av katastrofen, utan också på grund av konsekvenserna som svältkatastrofen fick.
I första hand fick den konsekvenser för kyrkan. Ingen form av bön verkade hjälpa mot svälten och dess följder. I ett samhälle där religionen var den sista utvägen för alla problem, blev kyrkans institutionella auktoritet försvagad när folket upplevde att böner inte hjälpte mot dess lidande.
Den andra konsekvensen var ökningen av kriminell aktivitet. Europa på 1200-talet var en våldsam kultur, där våldtäkt och mord var vanligt. Med svälten måste även icke-kriminella ta till kriminella aktiviteter för att skaffa föda för sig själva och sina familjer. Efter svälten gick Europa en tuffare och våldsammare framtid till mötes. Effekten kunde skådas runt om i samhället, mest av allt var den synlig i krigföringen på 1300-talet, under det blodiga hundraårskriget, jämfört med det mer fredliga århundradena dessförinnan (1100-talet och 1200-talet), då adelsmän oftare dog i torneringar än på slagfält.
En tredje konsekvens var den dåliga hanteringen av krisen som uppbådades av de samtida nationerna. På samma sätt som Gud inte svarade på de oändliga bönerna på hjälp, var de världsliga makthavarna lika ineffektiva, något som förde till att deras makt och auktoritet blev underminerad.
En fjärde var att den stora svälten markerade slutet av en period av enastående befolkningstillväxt som hade börjat runt år 1050. Även om flera historiker menar att folkökningen redan hade börjat trappas ner, så är det inga tvivel om att den stora svälten satte stopp för folkökningen.
Slutligen fick den stora svälten följder i framtida händelser, som till exempel digerdöden, där en redan försvagad befolkning skulle drabbas ännu hårdare.

## Strid om kannibalism
Bevisföring för kannibalism under den stora svälten är flertydig och historikerna är inte eniga. Det finns berättelser om kannibalism från Livland och Estland, såväl som Irland och andre platser i Europa. Många historiker menar att det är osannolikt att det, i en tid där renässansen var snart om hörnet och där Dante skrev ett av de stora verkan i litteraturhistorien, fanns folk i Europa som åt varandra. Kanske säger det istället någon om moderna hållningar och värderingar, där kannibalism tillskrivs "de andra" istället för ens egna förfäder som gjorde vad som helst för att överleva.